# Hemipauropus piriformis
Hemipauropus piriformis är en mångfotingart som beskrevs av Ulf Scheller 1994. Hemipauropus piriformis ingår i släktet Hemipauropus och familjen fåfotingar. Inga underarter finns listade i Catalogue of Life.